# Trading Captain
Trading Captains (handelskaptener) var inhemska ledare som erkändes eller utnämndes av Hudson Bay-kompaniet som förmedlare vid handelsutbytet mellan kompaniet och de pälsjagande indianerna. Systemet med handelskaptener användes även Nordvästkompaniet och XY Company, men är bäst dokumenterat från Hudson Bay-kompaniets område där det fungerade mellan cirka 1730 och 1820.

## Handelns struktur

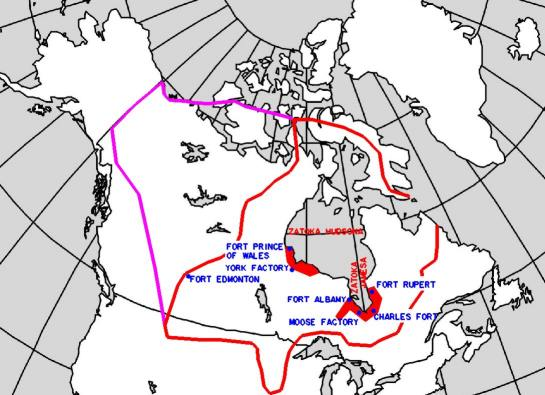
Hudson Bay-kompaniets handelsområde.

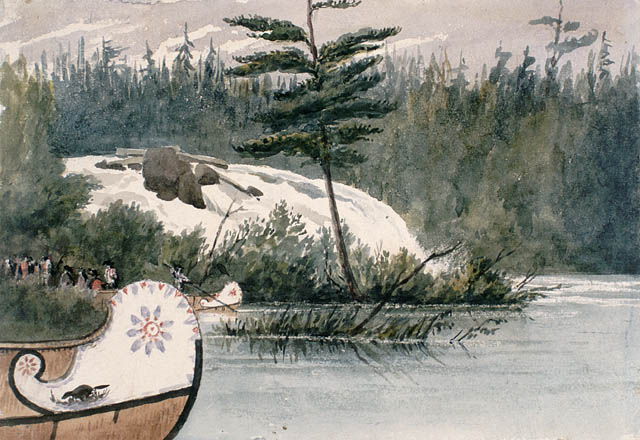
Handelskanot på vattenväg.

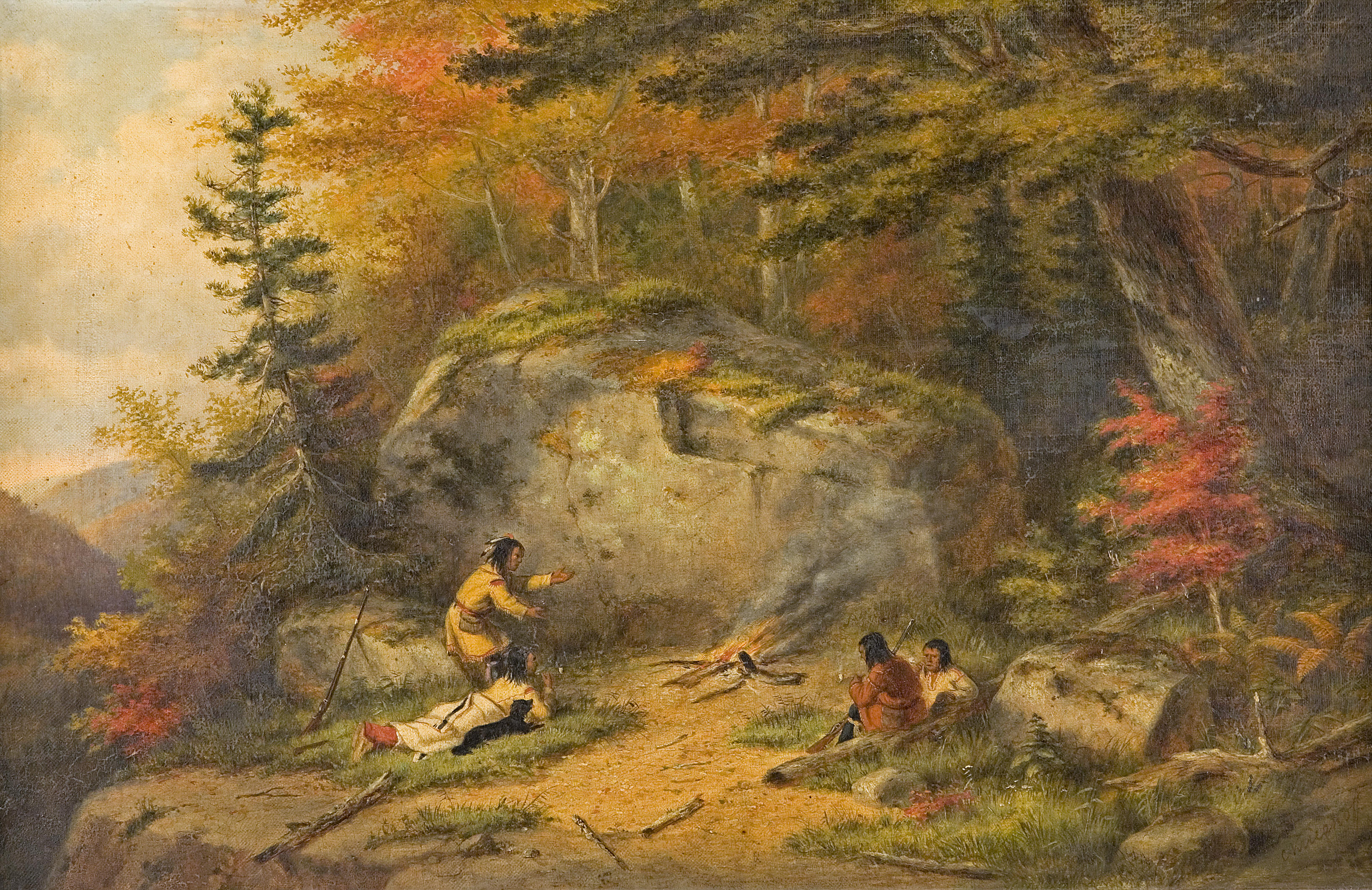
Ett jaktläger i skogen.

Hudson Bay-kompaniets flagga.

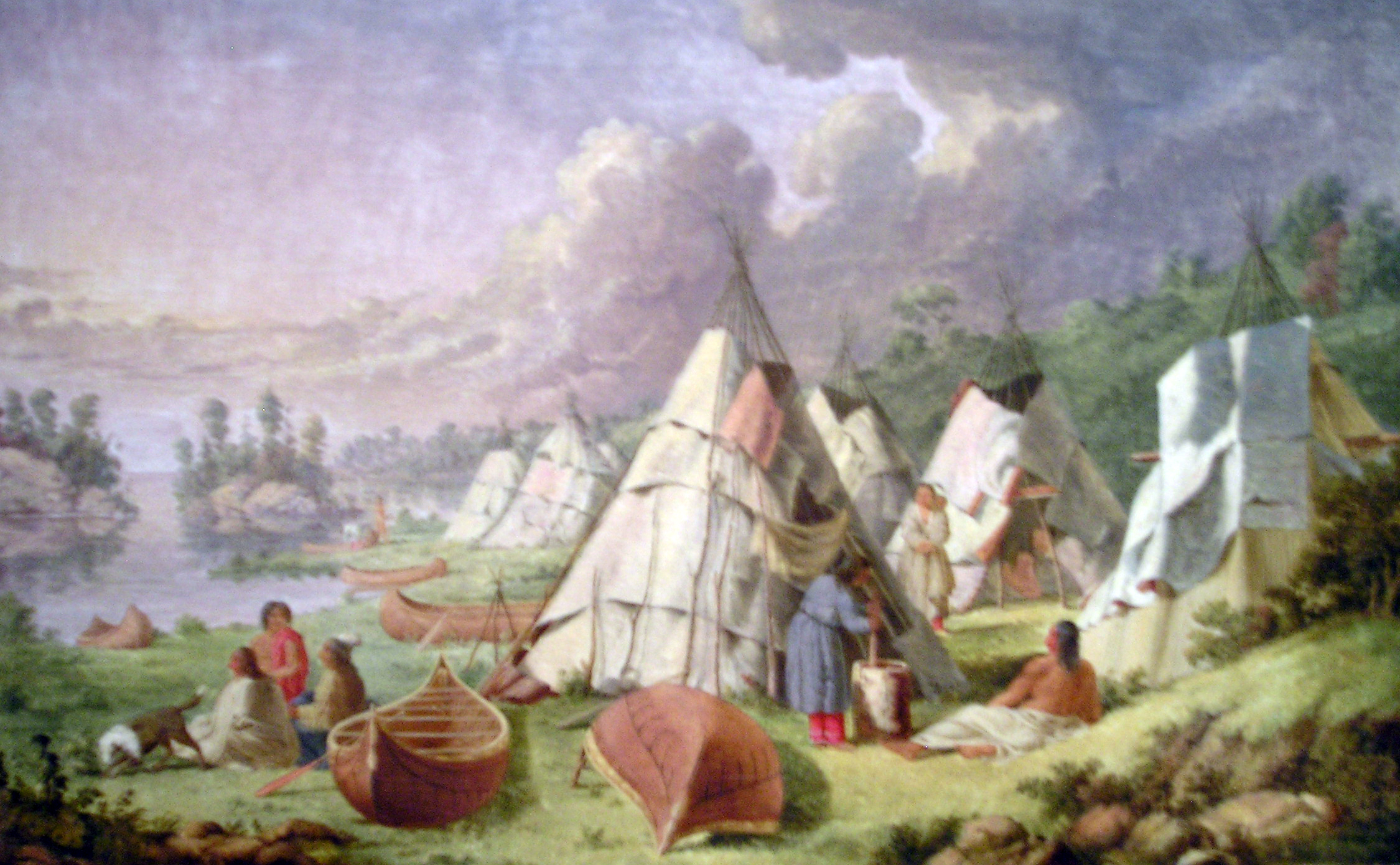
Ojibwaläger

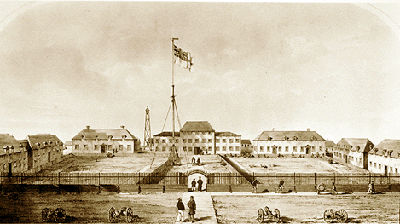
York Factory, en av Hudson Bay-kompaniets viktigaste handelsfaktorier.

De vid kusten av Hudson Bay belägna handelsfaktoriernas närmaste omland kontrollerades av creer. Deras allierade assiniboinerna och ojibwa återfanns vid creernas södra och västra gränser. Creernas viktigaste rivaler, chipewyerna bodde väst om Hudson Bay. De handelsvaror som efterfrågades var för det mesta ändamålsenliga; skjutvapen och ammunition, tyger, knivar, yxor, kokkärl, filar och filtar. I utbyte gav de bäver eller andra pälsverk. Tobak och alkohol var de viktigaste lyxvarorna. Tobakshandelns volym varierade inte, men handeln med alkohol steg kraftig under 1750-talet och återigen på 1770-talet när konkurrensen från först fransmännen och sedan från deras skotska efterföljare i Nordvästkompaniet var som starkast.

## Handelskaptenernas roll
Handelskaptener utnämndes eller erkändes av Hudson Bay-kompaniet som ledare för stora grupper av handlande indianer med syfte att uppmuntra dem att föra med sig fler indianer eller i varje fall fler pälsverk till handelsfaktorierna. Genom erkännande, gåvor och yttre materiella statusmanifestationer ville kompaniet etablera ett permanent lojalitetsförhållande så att pälsverken inte hamnade hos konkurrerande handelsnätverk baserade i Montréal. För att bli erkänd som handelskapten av Hudson Bay-kompaniet krävdes först och främst av vederbörande kunde attrahera en profitabel mängd av pälsverk till handelsstationen. Indianerna uppfattade honom som sin talesperson under handelsutbytet, men han var förmodligen endast en av alla andra under resten av året. Till skillnad från det ledarskap som normalt utövades bland creer och ojibwa lät Hudson Bay-kompaniet handelskaptenen åtnjuta sin status så länge han levde. När Hudson Bay-kompaniet avskaffade systemet på 1820-talet påverkades heller inte indianernas sociala strukturer. 
Genom systemet med handelskaptener försökte Hudson Bay-kompaniet manipulera creernas och ojibwas sociala strukturer till sin förmån. Creernas och ojibwas ledarskap var karismatiskt och berodde på övertalning, visdom och generositet. Egendom värderades endast i den mån den kunde delas och de gåvor som handelskaptenen fick var avsedda att distribueras bland hans följeslagare. Ju mer pälsverk en handelskaptens följeslagare förde med sig, desto större gåvor fick han att fördela bland dem. I början på 1700-talet kom creer och ojibwa vanligen i grupper om tre till fyra kanoter till Hudson Bay-kompaniets handelsfaktorier vid kusten av Hudson Bay, men i slutet på århundradet samlades vanligen stora "brigader" om upp till ett trettiotal kanoter. Stora brigader hade flera handelskaptener, kanske en för var sjätte kanot. Faktorerna utsåg också "löjtnanter", men detta system avskaffades då det blev för dyrt genom de gåvor som förväntades av både kaptener och löjtnanter.

## Handelsutbytet
Handelsperioden började med islossningen i juni när de i inlandet boende indianerna anlände till handelsfaktorierna vid kusten av Hudson Bay. Kaptenen rekryterade sin brigad på sommaren eller hösten året före, samlade den under våren och ledde den till kusten i tid för islossningen. Brigaden var en funktionell ad hoc-grupp vars sammansättning var beroende på handelskaptenens ledarskap. Den bestod därför av flera jaktgrupper (vilket var en genom släktskap förenad arbetsgemenskap). Inte heller alla jaktgrupper slöt sig till en brigad, utan mindre grupper om tre eller fyra kanoter fortsatte även i fortsättningen att handla på egen hand utan förmedling av en handelskapten.
När en brigad närmade sig handelsfaktoriet stannade de och formerade sig. Handelskaptenen förde ofta en flagga i sin kanot och signalerade brigadens ankomst genom att skjuta av sin musköt i luften. Faktoriet svarade med att skjuta salut med en kanon och hissa den brittiska flaggan. Handelskaptenen (och hans löjtnant när en sådan fanns) begav sig i formell ordning till faktorn, ömsesidiga tal hölls och sedan överlämnade ett antal pälsverk som gåvor till faktorn vilka kaptenen tidigare samlat in från brigaden. Handelskaptenen (och hans löjtnant) fick som gengåvor en uppsättning engelska kläder: en röd eller blå rock med galoner, strumpor med strumpeband, engelska skor och hattar med fjädrar samt en hel rad andra saker som tobak, brandy och katrinplommon.
Faktorn och handelskaptenen gick sedan i procession till det läger som indiankvinnorna under tiden slagit utanför faktoriet. Först gick trumslagare och en beväpnad hedersvakt samt gåvorna burna av kompaniets arbetare, sedan kom faktorn och handelskaptenen. Vid lägret fördelades gåvorna till folket. Därefter festades det i två eller tre dagar innan handelsutbytet tog sin början. Handeln började med att faktorn och handelskaptenen återigen höll tal. Handelskapten uttryckte därvid de önskemål man hade om goda handelsvaror och generösa mått. Handelns början kungjordes med trumvirvlar klockan fem på morgonen och dess slut klockan åtta på kvällen manifesterades på samma sätt. Handeln ägde rum genom ett fönster in till faktoriets handelsrum och genomfördes under mycken diskussion om pälsverkens kvalitet och bytesvarornas mått. När handelsutbytet var genomfört fick handelskaptenen en ny uppsättning präktiga gåvor, kanonen sköt salut och indianerna återvände till höstens och vinterns fångstmarker.